# Radicais Italianos
Os Radicais Italianos (em italiano:  Radicali Italiani RI) é um partido político de Itália, fundado em 2001, posicionado-se como herdeiro ideológico do antigo Partido Radical, fundado em 1955 como uma divisão do Partido Liberal Italiano e dissolvido em 1989, e do Partido Radical Transnacional, fundado em 1989 e que adquiriu o estatuto de organização não governamental representada nas Nações Unidas e no Conselho Económico e Social das Nações Unidas em 1995. Como esse status impedia qualquer participação nas eleições, os radicais formaram então associações: a Lista Pannella entre 1992 e 1999, e a Lista Bonino de 1999 a 2004 para participar nas eleições.
Assim, os Radicais Italianos lutam pela defesa dos direitos civis e da democracia, o método gandhiano de não violência, o secularismo e a liberdade religiosa, um projeto eficaz de federalismo europeu, antimilitarismo, liberalismo democrático, laicismo e anticlericalismo, a antiproibição das drogas, o ambientalismo, o europeísmo e o atlantismo.

## Ideologia
Descrevendo-se como "liberal, liberista e libertário" e um movimento não ideológico, pragmático e aberto, de acordo com o estatuto do partido, os Radicais Italianos consideram-se herdeiros do radicalismo histórico e da ideia de secularismo e sociedade defendida pela primeira vez na Itália por políticos do pós-Risorgimento (Direita Histórica e Esquerda Histórica, herdeiros da tradição pós-iluminista e dos pais do Risorgimento, em particular Cavour, Giuseppe Mazzini, Carlo Cattaneo e Garibaldi), da extrema-esquerda histórica e do Partido Radical Italiano de Felice Cavallotti, Agostino Bertani e Francesco Saverio Nitti, então de homens da esquerda socialista liberal, como os irmãos Carlo Rosselli e Nello Rosselli, Gaetano Salvemini, Ignazio Silone e Piero Calamandrei, além do "pai" do liberalismo italiano do século XX, o filósofo idealista Benedetto Croce e do ideólogo do partido Ernesto Rossi.
Internacionalmente, o pensamento político do RI é influenciado pelas ideias de Martin Luther King Jr., Mahatma Gandhi, Immanuel Kant e Karl Popper.
O partido é o único movimento político italiano que consente com a dupla adesão de outros partidos. Os radicais italianos foram descritos como representando "a expressão mais significativa" do "libertarianismo [...] no contexto italiano", definindo como a ênfase da "importância da liberdade individual e da responsabilidade pessoal com respeito a todos os assuntos, os libertários argumentaram que a única coisa que pode ser legitimamente exigida dos outros é a não interferência. Consequentemente, os libertários se opõem à intervenção do Estado para ajudar os indivíduos a alcançar a autorrealização (por exemplo, por meio de medidas de bem-estar) ou para protegê-los de si mesmos (por exemplo, por meio de legislação contra a venda e uso de drogas). E, pelas mesmas razões, eles apoiam firmemente a propriedade privada e os mercados não regulamentados.".
Os radicais há muito adotam referendos para trazer mudanças políticas. Desde 1974, o Partido Radical e seu sucessor RI propuseram mais de 110 referendos e foram bem-sucedidos 35 vezes. Outros métodos políticos incluíram a não violência inspirada em Gandhi, o Satyagraha, também adotando táticas extremas como greve de fome e, ocasionalmente, greve de sede. Marco Pannella, membro destacado do partido, envolveu-se com a não-violência após uma associação de longa data com Aldo Capitini, um ativista pacifista apelidado de "Gandhi italiano".
No que diz respeito à estrutura institucional, os radicais propõem uma reforma americana das instituições, ou seja, um sistema baseado na transparência (através do cadastro dos eleitos), no presidencialismo, no federalismo local e europeu, sistema eleitoral majoritário e bipartidarismo.
Em questões fiscais, o RI costuma ser liberal, apoiando políticas não intervencionistas e de livre mercado, como a privatização e liberalização de todos os setores sociais que não sejam estratégicos e abolição de monopólios e oligopólios para favorecer a livre concorrência; mas nos últimos tempos aceitou parte do sistema de bem-estar social, especialmente na área de saúde, a ser garantido com tributação baixa e progressiva. O RI é dividido em duas alas, ou seja, os Friedmanianos, que são influenciados por Milton Friedman e a Escola de Chicago, e os Keynesianos, que apoiam a economia neokeynesiana ou pós-keynesiana. Essa divisão diminuiu na década de 2010, quando adotou tendências liberais moderadas na economia.

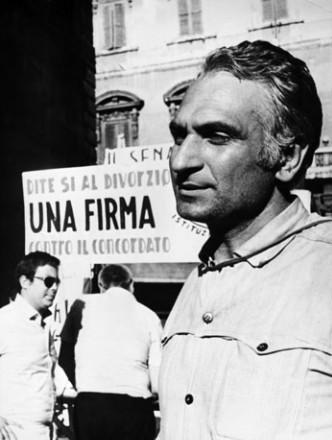
Marco Pannella, líder histórico do Partido Radical.

Em questões sociais, o RI aparece como o partido mais progressista da Itália. O RI apoia totalmente as posturas progressistas, incluindo casamento entre pessoas do mesmo sexo, adoção homoparental, adoções também para solteiros, abolição da pena capital em todo o mundo e eutanásia, defendendo a declaração antecipada de vontade.
Na área de saúde, o RI apoia a saúde universal com a possibilidade de escolher entre serviços administrados pelo estado e seguros privados. O RI também apela à legalização da prostituição e da cannabis, privando o narcotráfico de fonte de rendimento, garantindo o respeito aos "direitos e liberdades inalienáveis" do cidadão e "reduzir os danos e riscos" associados ao consumo dessas substâncias (por exemplo, regulamentando a sua venda para reduzir a probabilidade de menores o usarem). Ao mesmo tempo, reforça a luta contra as drogas pesadas como a heroína, por meio de políticas de "redução de danos", como a administração controlada de heroína em instalações especiais, administradas por equipas médicas e de enfermagem, para dependentes químicos que desistem da desintoxicação com metadona e distribuição gratuita de descartáveis seringas.
Sobre imigração, o RI apoia a política ius soli e a integração legal mais rápida de imigrantes regulares, garantindo-lhes cidadania e direito de voto. O RI critica o sentimento contra os imigrantes ilegais, rejeitando a teoria da "invasão" apoiada por extrema-direita.
Em assuntos religiosos, o RI segue a posição histórica de anticlericalismo do Partido Radical, pedindo a abolição do Tratado de Latrão (aprovado em 1929 e modificado em 1984) e a secularização, pois, na opinião do partido, a religião católica ainda é considerada a religião dominante, não só em número, mas também na consideração de que gozam as hierarquias eclesiásticas em nível público, em comparação com outras confissões, como a dos valdenses, ou com as não religiosas. O partido pede, também, o fim "impunidade" de que gozam os membros da Igreja Católica face aos crimes de pedofilia e violência sexual, em geral contra o que os radicais chamam de "privilégios" da Igreja Católica na Itália« (como 8 por mil, lei italiana ao abrigo da qual os contribuintes italianos devolvem 8‰ = 0,8% (oito por mil) da sua declaração anual de imposto sobre o rendimento a uma religião organizada reconhecida pela Itália ou, em alternativa, a um regime de assistência social gerido pelo Estado italiano) e no contexto internacional de apoio e solidariedade com as minorias religiosas oprimidas no mundo.
No campo da bioética apoiam o uso de células-tronco, inclusive embrionárias, para fins de pesquisa e terapia, o testamento vital com direito à eutanásia, o direito ao aborto, o acesso a anticoncepcionais e a adoção de leis permissivas no campo da fertilização in vitro.
Na política ambiental, os Radicais promovem as energias alternativas, como a eólica e solar, e fortes campanhas de reciclagem de resíduos. São a favor da redução dos testes em animais, sem, no entanto, prejudicar a liberdade de pesquisa de novos medicamentos, mesmo que essa posição não seja unívoca e haja expoentes totalmente contra. Também são a favor de maiores incentivos a favor dos veículos eco-sustentáveis, enquanto se opõem à caça por motivos éticos e ao uso da energia nuclear, principalmente por motivos de custos reais e riscos à saúde em caso de acidentes, e não por motivos ideológicos.
Os Radicais promovem uma visão liberal e garantidora da justiça, apoiando a responsabilidade civil dos magistrados, a separação das carreiras dos magistrados, a reforma do Conselho Superior da Magistratura Judicial na direcção de um único membro, a limitação da prisão e do pré-julgamento, a abolição da ação penal obrigatória e a abolição dos chamados "crimes de opinião". Os Radicais também apoiam uma grande reforma penitenciária, a partir da anistia, e lutam por uma progressiva descriminalização de vários crimes e contra os abusos legais e de autoridade.São contra a pena de morte e a prisão perpétua e lutam pela finalidade reeducativa das penas e pela sua humanidade, de acordo com o artigo 27.º da Constituição da República Italiana.
Em questões de política externa, o RI tem sido um grande defensor do federalismo europeu e pró-americanismo (em particular Marco Pannella referiu-se às figuras de Martin Luther King, Abraham Lincoln e Dwight Eisenhower), não-intervencionismo, atlantismo e sionismo, enquanto defende uma solução de dois Estados, mas somente se o Estado palestino for totalmente democrático. O partido também é um forte defensor do alargamento da União Europeia, incluindo para a Turquia, Marrocos, Israel e Palestina e é um forte oponente de Estados do tipo ditatorial, como a China, Rússia e Síria. Apesar do seu não-intervencionismo, o RI opõem ao pacifismo ideológico e apoia ações de guerra onde os direitos civis estão ausentes e as minorias ameaçadas (por exemplo, se abstiveram da participação italiana na Guerra do Golfo, eram a favor da Guerra do Kosovo e da Guerra do Afeganistão, embora evitassem a guerra no Afeganistão, o Iraque propôs que Saddam Hussein recebesse o exílio, mas depois da invasão eles se opuseram à retirada das tropas). O RI apoiou várias mobilizações culturais e sociais em apoio a várias minorias étnicas e religiosas perseguidas, incluindo tibetanos (minoria budista chinesa na região do Tibete), uigures (minoria muçulmana chinesa de Xinjiang), Degar (minoria cristã vietnamita) e chechenos (minoria muçulmana na região da Chechênia na Rússia).

## Resultados eleitorais

### Eleições legislativas

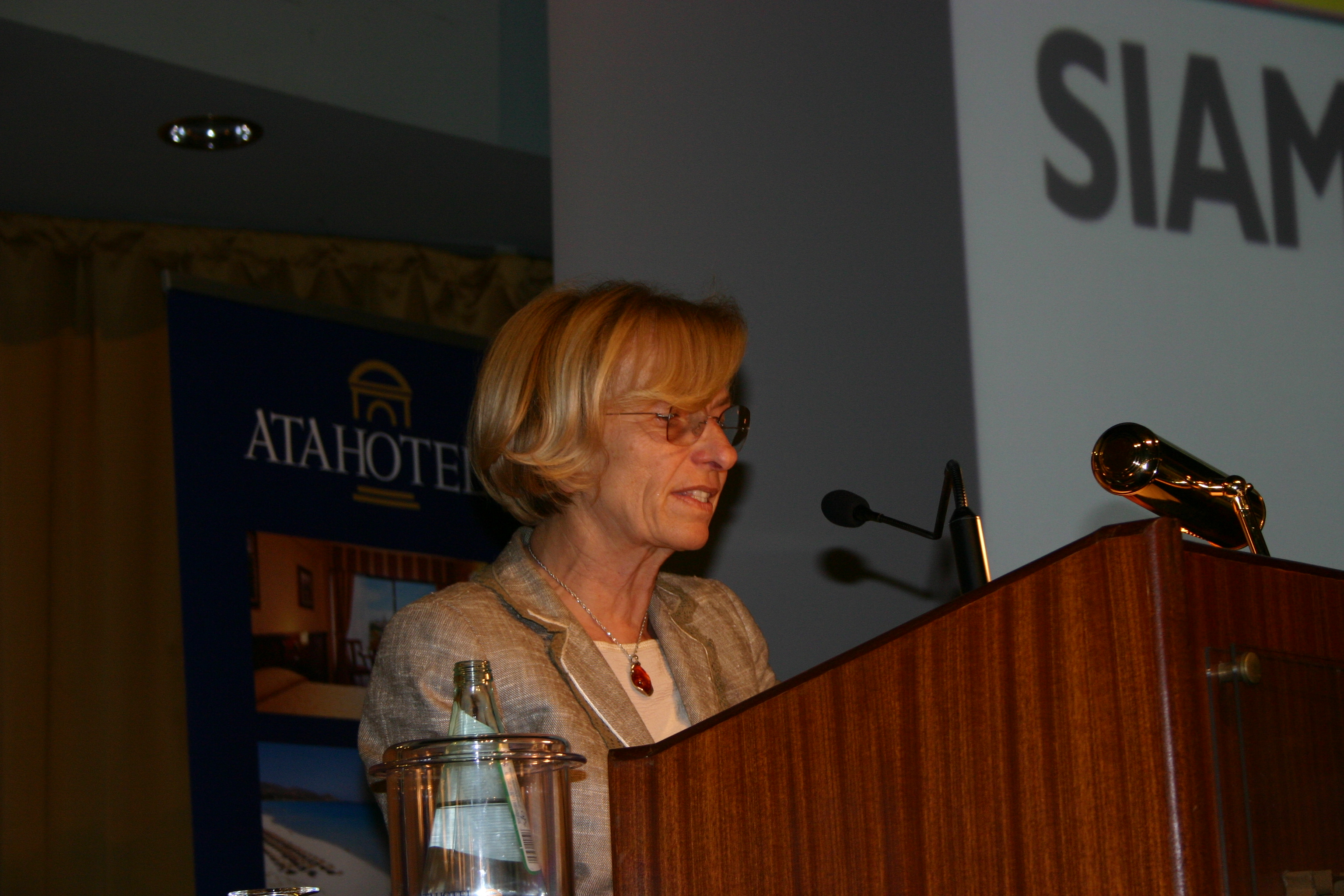
Emma Bonino, uma das prinicpais líderes dos Radicais Italianos.

| Data | Líder          | Eleição              | Cl.                               | Votos                             | %                                 | +/-                               | Deputados | +/- |
| ---- | -------------- | -------------------- | --------------------------------- | --------------------------------- | --------------------------------- | --------------------------------- | --------- | --- |
| 2006 | Emma Bonino    | Câmara dos Deputados | Rosa em Punho                     | Rosa em Punho                     | Rosa em Punho                     | Rosa em Punho                     | 7 / 630   |     |
| 2006 | Emma Bonino    | Senado               | Rosa em Punho                     | Rosa em Punho                     | Rosa em Punho                     | Rosa em Punho                     | 0 / 315   |     |
| 2008 | Emma Bonino    | Câmara dos Deputados | Nas listas do Partido Democrático | Nas listas do Partido Democrático | Nas listas do Partido Democrático | Nas listas do Partido Democrático | 6 / 630   | 1   |
| 2008 | Emma Bonino    | Senado               | Nas listas do Partido Democrático | Nas listas do Partido Democrático | Nas listas do Partido Democrático | Nas listas do Partido Democrático | 3 / 315   | 3   |
| 2013 | Marco Pannella | Câmara dos Deputados | 19.º                              | 64 732                            | 0,19 / 100,00                     |                                   | 0 / 630   | 6   |
| 2013 | Marco Pannella | Senado               | 18.º                              | 63 149                            | 0,20 / 100,00                     |                                   | 0 / 315   | 3   |
| 2018 | Emma Bonino    | Câmara dos Deputados | +Europa                           | +Europa                           | +Europa                           | +Europa                           | 3 / 630   | 3   |
| 2018 | Emma Bonino    | Senado               | +Europa                           | +Europa                           | +Europa                           | +Europa                           | 1 / 315   | 1   |

#### Eleições europeias
| Data | Cabeça de lista | Cl.           | Votos         | %             | +/-           | Deputados     | +/-           |
| ---- | --------------- | ------------- | ------------- | ------------- | ------------- | ------------- | ------------- |
| 2004 | Emma Bonino     | 9.º           | 731 867       | 2,25 / 100,0  |               | 2 / 72        |               |
| 2009 | Emma Bonino     | 8.º           | 743 273       | 2,43 / 100,0  | 0,18          | 0 / 72        | 2             |
| 2014 | Não concorreu   | Não concorreu | Não concorreu | Não concorreu | Não concorreu | Não concorreu | Não concorreu |
| 2019 | Emma Bonino     | +Europa       | +Europa       | +Europa       | +Europa       | 0 / 730 / 76  | Estável       |